# Краков-Раковице-Чижины (аэродром)
 Памятник культуры Малопольского воеводства: регистрационный номер А-1106.

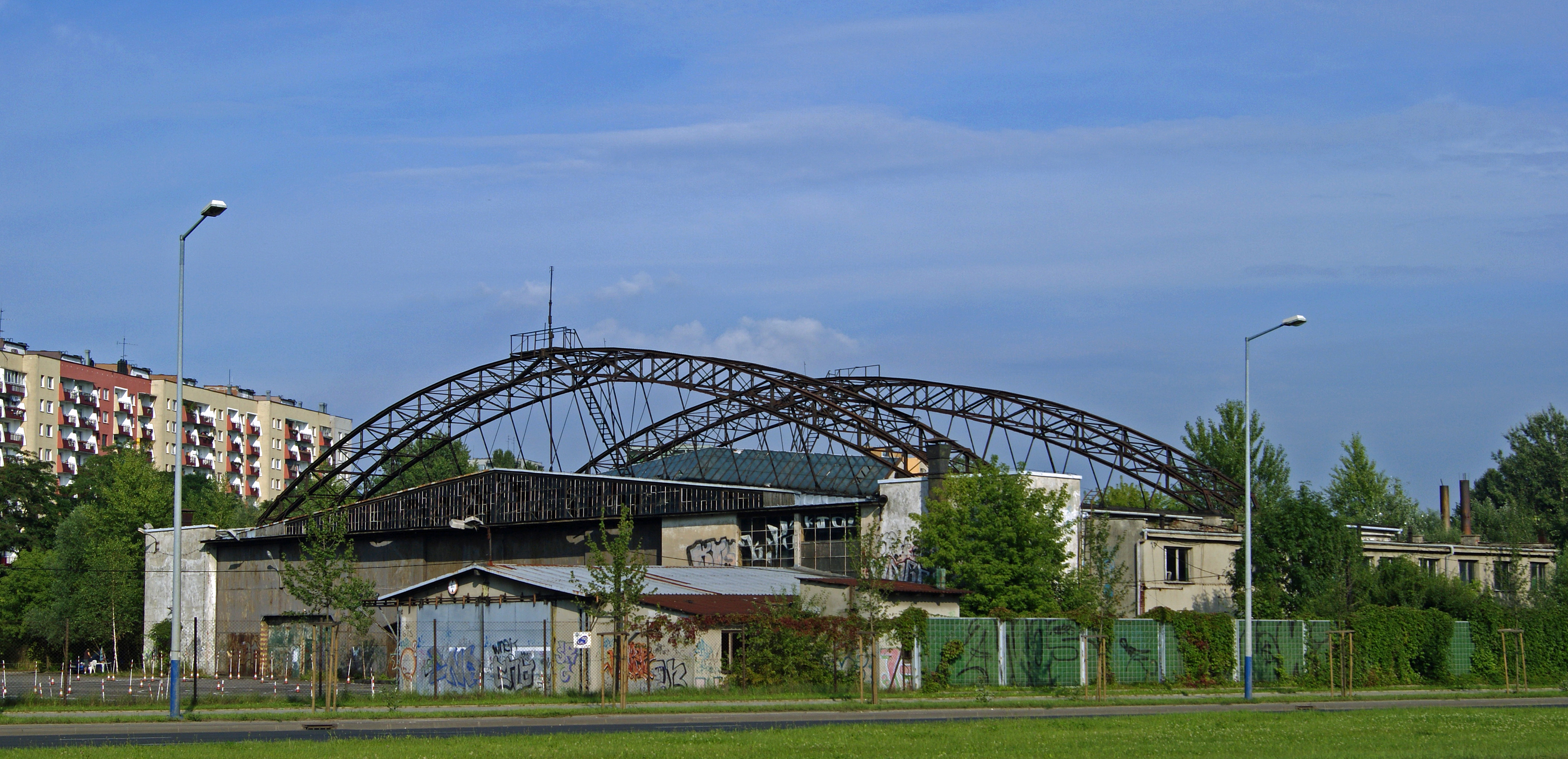
Бывший амбар аэродрома

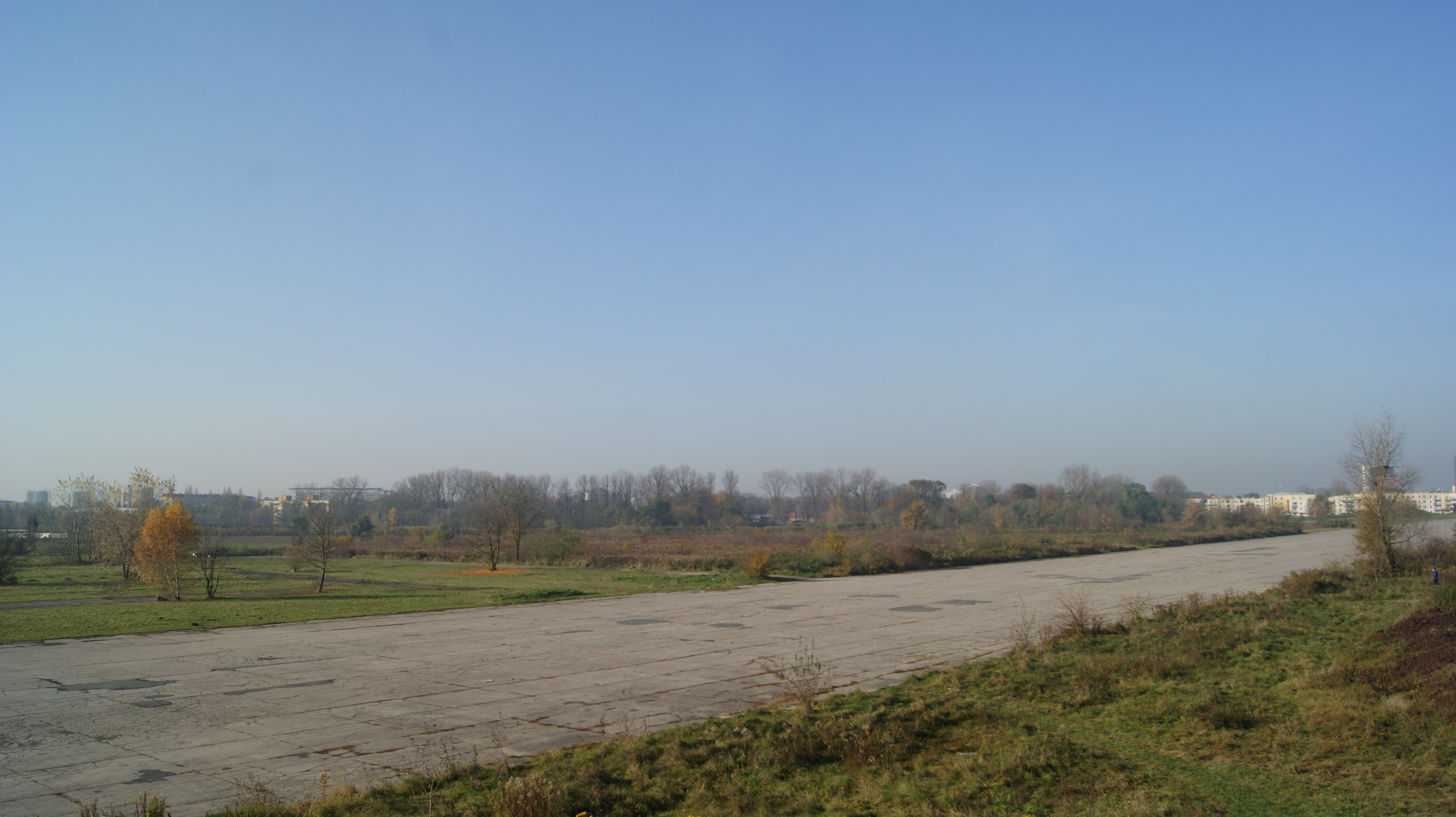
Взлётно-посадочная полоса

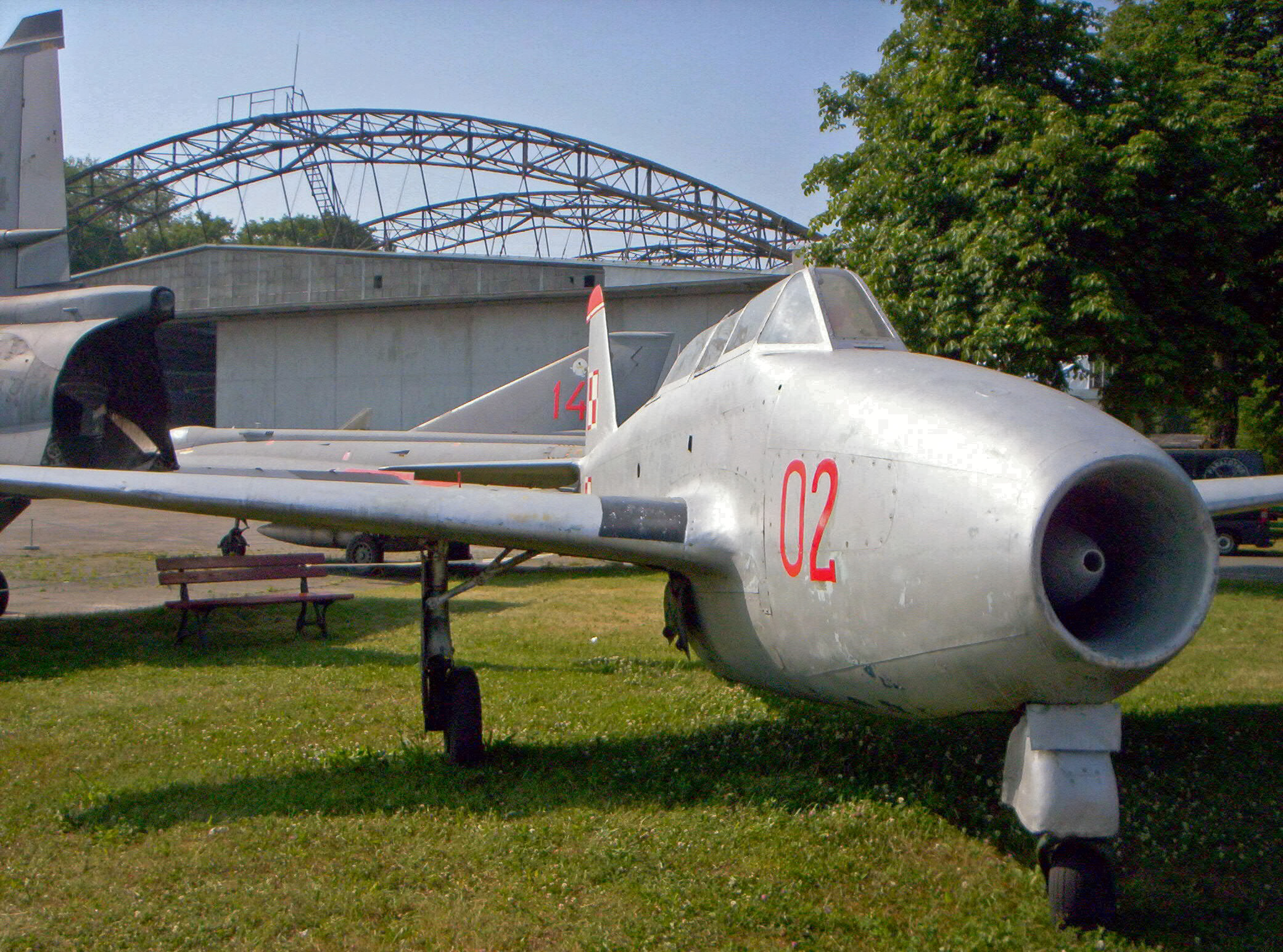
Экспонат Музея польской авиации

Аэродром «Кра́ков-Ракови́це-Чижи́ны» (пол. Lotnisko Kraków-Rakowice-Czyżyny) — расформированный аэродром, располагавшийся в краковской дзельнице Чижины на границе с районом Раковице. В настоящее время является собственностью Музея польской авиации. Памятник культуры Малопольского воеводства.

## История
Аэродром был основан в 1912 году в рамках развития австро-венгерской авиации. В 1917 году аэродром стал одним из пунктов первой в Европе авиационной почтовой линии, связывающей Вену с Киевом и Одессой. Первоначально аэродром занимал площадь 55 гектаров. На его территории в то время находились авиационные ангары, офицерский корпус, транспортные развязки и подъезды, пожарная станция и топливный склад. Позднее на территории аэропорта были сооружены пять казарменных зданий, парк с несколькими теннисными кортами, ангар для воздушного шара и несколько хозяйственных зданий.
В 1918 году после обретения Польшей независимости аэродром на аэродроме была сформированная военная лётная часть под названием «Лётная эскадрилья» (позднее называлась «Первая Эскадра»). В это же время территория аэродрома была расширена за счёт постройки новых ремонтных мастерских и организации военной лётной школы. В 1921 году на базе аэродрома был сформирован 2 технический лётный полк.
В начале 1923 года польское военное командование передало часть территории аэродрома для гражданской авиации. 18 июля 1923 года был открыт гражданский аэропорт «Краков», который стал вторым по величине польским аэропортом после варшавского аэропорта. С 1938 года через аэропорт «Краков» стала действовать линия международного воздушного сообщения Варшава-Краков-Будапешт.
Во время Второй мировой войны аэродром использовался германскими войсками.
В 50-х годах XX столетия аэродром потерял своё значение из-за строительства жилых домов возле его территории. В это же время на границе аэродрома был построен завод имени Ленина и жилой район Новой-Гуты, которые препятствовали нормальной работе аэродрома. С 1953 года началась постепенная ликвидация аэродрома и его оборудование было перевезено в другие места. В 1963 года аэродром прекратил свою деятельность и был закрыт. В 1966 году на части территории аэродрома был основан Парк культуры и отдыха (в настоящее время называется «Парк польских лётчиков»).
В 2008 году сохранившаяся часть аэродрома была внесена в реестр памятников культуры Малопольского воеводства.
В настоящее время сохранившиеся остатки взлётно-посадочной полосы, несколько сохранившихся ангаров и зданий являются собственностью Музея польской авиации.

## Источник
- Remigiusz Kasprzycki: Rakowice-Czyżyny w latach 1921—1955. Krakowskie lotnisko w służbie wojskowej i cywilnej. Kraków: Księgarnia Akademicka, 2010. ISBN 83-7188-448-1.
- Krzysztof Wielgus: Rakowice-Czyżyny lotnisko Krakowa. Muzeum Lotnictwa Polskiego w Krakowie, 2002. ISBN 83-915921-3-8.